# Lluís del Brasil
Lluís del Brasil (Petrópolis, 26 de gener de 1878 - Canes, 26 de març de 1920), anomenat «Príncep Perfecte», va ser el príncep imperial del Brasil (hereu de l'Imperi del Brasil) des de 1908. Va ser el segon fill de la princesa imperial Isabel de Bragança i el comte de Eu, Gastón d'Orleans, hereu al tron després de la renúncia del seu germà major, Pere d'Alcántara d'Orleans-Bragança el 30 d'octubre de 1908. Patriarca des de llavors de la branca de la família imperial anomenada Vassouras.